# Lamù - Beautiful Dreamer
Lamù - Beautiful Dreamer (うる星やつら2 ビューティフルドリーマー?, Urusei Yatsura ni - Byūtifuru Dorīmā) è un film d'animazione del 1984 diretto da Mamoru Oshii.
È il secondo film cinematografico tratto dal manga Lamù (Urusei Yatsura) di Rumiko Takahashi ed è ispirato alla leggenda di Urashima Tarō. 
Il film ad oggi è considerato un capolavoro di Mamoru Oshii e ritenuto tra sue pellicole più visionarie. Il successo commerciale del primo film Lamù - Only You convinse i produttori di appoggiarsi completamente alla libertà creativa di Oshii, concedendogli carta bianca sulla sceneggiatura. Il regista, anche a causa della sua personale insoddisfazione del lungometraggio precedente, decise di creare un film, a livello concettuale, molto distaccato dall'idea classica del personaggio di Lamù, tradendo completamente i toni scherzosi scanditi a suon di "gag" della serie originale. Beautiful Dreamer, anziché celebrare il mondo di Lamù, lo vuole analizzare invece "dall'interno", creando un mondo a metà tra illusione e realtà in cui hanno vita i principali personaggi della serie. Il film fu un insuccesso commerciale e Mamoru Oshii abbandonò per sempre la produzione di Urusei Yatsura, per dedicarsi a progetti più sperimentali. Il suo film del 1987 The Red Spectacles, è quasi una versione dal vivo di questa pellicola. Rumiko Takahashi, l'autrice del fumetto, sollecitata dai fan di Urusei Yatsura fu quasi costretta a rinnegare la storia del film, che deviava troppo dalla trama originale.

## Trama
A causa di un desiderio, espresso quasi involontariamente da Lamù al folletto Mujaki, Tomobiki si ritrova costretta a vivere continuamente la stessa giornata. Nessuno sembra rendersene conto, tranne il professor Onsen. Le cose precipitano però quando tutti gli abitanti della città spariscono, lasciando tutto in rovina, ad esclusione di casa Moroboshi, in cui Ataru, Lamù e i loro amici continuano a vivere, "quasi" normalmente. Il desiderio espresso da Lamù al magico folletto dei sogni era stato che nulla cambiasse mai, in relazione al fatto che la ragazza era felice così come stavano le cose. Tutto degenera quindi in funzione ai desideri, anche quelli non espressi, dalla ragazza. Affinché tutto torni alla normalità, Ataru e i suoi amici dovranno affrontare un bizzarro viaggio all'interno dei sogni.

## Produzione
Dopo il successo di Only You, primo lungometraggio animato dedicato a Lamù, Mamoru Oshii venne richiamato dalla produzione per dirigerne il seguito. In origine non avrebbe dovuto redigere la sceneggiatura, ma, visto che lo script inizialmente previsto, opera di un altro sceneggiatore, venne scartato, Oshii dovette scriverla da sé in breve tempo.  Il regista, insoddisfatto della precedente pellicola, voleva distaccarsi in maniera più netta dal franchise, dandone un'interpretazione più personale. Rumiko Takahashi, l'autrice del manga originale, non ebbe contatti con Oshii durante la stesura della sceneggiatura. Il budget messo a disposizione fu di circa 80 milioni di yen.

## Distribuzione

### Edizione italiana
Beautiful Dreamer venne citato in un approfondimento di Mangazine dell'agosto del 1991, dove venivano erroneamente indicati come registi dell'opera Yuji Moriyama e Kazuo Yamazaki.
Il film venne distribuito in videocassetta nel 1992 da Yamato Video. Il doppiaggio fu realizzato da Divisione Doppiaggio Edizioni, con i dialoghi di Marinella Armagni e la direzione di Sergio Masieri. Venne poi distribuito sempre da Yamato in DVD nel 2002.

## Riconoscimenti
Il film arrivò terzo alle votazioni dell'Anime Grand Prix come "miglior titolo del 1984", venendo battuto da Nausicaä della Valle del vento e Macross - Il film. La rivista Kinema Junpo inserì la pellicola tra i migliori film giapponesi dell'anno.

## Curiosità
- Nelle scene iniziali del film si possono vedere alcuni membri dello staff di produzione rinchiusi in una gabbia.
- I personaggi di Mujaki e Baku erano già apparsi, in forma diversa, nel 42º episodio della serie televisiva, che per certi versi anticipava molte sequenze della pellicola (tra cui quella in cui Ataru sogna di avere un suo harem)
- Ataru, Lamù e compagni si ritrovano in un cinema per vedere il primo film di Godzilla.
- Durante il sogno di Ataru, quando questo si trova circondato dalle ragazze, si può notare che tra esse vi è anche Akemi Roppongi, una delle coprotagoniste di Maison Ikkoku, opera anche questa di Rumiko Takahashi.